# Баратынская, Софья Михайловна
Софья Михайловна Баратынская (урожд. Салтыкова; 1806—1888) — супруга А. А. Дельвига и С. А. Баратынского.

## Биография
Родилась 9 (21) октября 1806 года в семье камергера (впоследствии тайного советника и сенатора) Михаила Александровича Салтыкова (1767—1851). От матери, швейцарки французского происхождения Елизаветы Францевны Ришар, унаследовала большое женское обаяние, пылкость характера и легкомыслие. В юности зачитывалась «несравненным Пушкиным», знала наизусть его стихотворения так, что преподаватель женского пансиона П. А. Плетнёв в шутку называл её «Александрой Сергеевной». В письме одной из своих подруг она писала: «Невозможно иметь больше ума, чем у Пушкина, — я с ума схожу от этого». Познакомилась с Пушкиным она только 24 мая 1827 года.
Летом 1824 года, живя в смоленской деревне у своего дяди П. П. Пассека, она влюбилась в гостившего там П. Г. Каховского, который сделал ей предложение, но получил от отца Софьи Михайловны решительный отказ. В следующем году, 30 октября она стала супругой близкого друга Пушкина А. А. Дельвига. В 1831 году у неё родилась дочь Лиза (07.05.1831—25.08.1913), которая не увидела своего отца, умершего в январе 1831 года в возрасте 32-х лет. Пушкин после смерти Дельвига старался оказывать ей помощь и издал в пользу Софьи Михайловны альманах «Северные цветы» за 1832 год.
Вскоре после похорон мужа к Софье Михайловне сватался «один из друзей семьи» — бывший лицеист М. Л. Яковлев, но получил отказ. А летом 1831 года Софья Михайловна уже вышла замуж за врача С. А. Баратынского и уехала с ним в его имение Мара в Кирсановском уезде Тамбовской губернии. Но была не совсем счастлива; сестра Пушкина — Ольга Сергеевна Павлищева писала своему мужу: «Она <Софья Михайловна> живет с мужем, как собака с волком. Он под предлогом посещения больных целыми днями не бывает дома…» У Баратынских родилось четверо детей: Александра (1832—1902), Михаил (1833—1881), Софья (1834/1835—?) и Анастасия (?—1908).
Скончалась в 1888 году.